# مكتب التحقيقات الخاصة (ميانمار)
مكتب التحقيقات الخاصة (بالبورمية: အထူး စုံစမ်းစစ်ဆေးရေး ဦး စီး ဌာန؛ BSI)‏ هو خدمة المخابرات والأمن الداخلي لجمهورية اتحاد ميانمار.
وهو قسم من وزارة الشؤون الداخلية (ميانمار). يتمتع المكتب بسلطة التحقيق في المخالفات القانونية، بما في ذلك الجرائم المالية، مثل التجارة غير اللائقة، والتهرب الضريبي، ومزاعم فساد الضباط الحكوميين. المدير العام للمكتب هو ماونغ كياو ويقع مقره في نايبيداو.